# Encarsia elegantula
Encarsia elegantula är en stekelart som beskrevs av Gennaro Viggiani 1987. Encarsia elegantula ingår i släktet Encarsia och familjen växtlussteklar.
Artens utbredningsområde är Italien. Inga underarter finns listade i Catalogue of Life.